# Józef Franczak
Józef Franczak (17 de marzo de 1918 - 21 de octubre de 1963) fue un soldado del ejército polaco, Armia Krajowa, la resistencia de la Segunda Guerra Mundial y el último de los soldados malditos, miembros militantes de la resistencia anticomunista en Polonia. Usó los nombres clave Lalek (mejor conocido), Laluś, Laleczka, Guściowa y el nombre falso Józef Babiński. Fue un miembro de la resistencia durante 24 de los 45 años de su vida.

## Biografía
Józef Franczak nació en la aldea polaca de Kozice Górne, a unos 30 kilómetros de Lublin. Después de asistir a una Escuela de gendarmería en Grudziądz, fue destinado como soldado del ejército polaco en Równe (entonces en Polonia, ahora Rivne, Ucrania). Fue capturado durante la invasión soviética de Polonia, pero escapó y se unió a una de las primeras organizaciones de resistencia polacas, Związek Walki Zbrojnej, que más tarde se convirtió en Armia Krajowa.
En agosto de 1944 fue reclutado en el Segundo Ejército Polaco. En 1945, tras ser testigo de la ejecución de algunos de sus colegas del Ejército Nacional por el gobierno comunista polaco en Uroczysko Baran (campo de exterminio), desertó del Segundo Ejército y se ocultó durante algunos meses en diferentes lugares, como Sopot y Łódź, usando el alias de Józef Baginski. Posteriormente regresó al área de Lublin y se unió a la resistencia militante anticomunista en Polonia, coloquialmente conocida como los soldados malditos. Su primera unidad fue dirigida por Hieronim Dekutowski (nombre de guerra "Zapora"). Capturado y arrestado por las fuerzas de seguridad (Urząd Bezpieczeństwa) en junio de 1946, logró matar a cuatro guardias y escapar junto con otros.
A comienzos de 1947, participó en acciones contra los organismos encargados de hacer cumplir la ley y los militares de las autoridades comunistas, particularmente los milicja, y los funcionarios de la Urząd Bezpieczeństwa y sus informantes. Más tarde en 1947 se unió a una unidad dirigida por un oficial de Wolność i Niezawisłość, Zdzisław Broński (nombre de guerra "Uskok"), que operaba al noreste de Lublin. En 1949, ejecutó personalmente a un antiguo miembro de la resistencia que había traicionado a Broński. Luego, durante varios años dirigió a un grupo empeñado en ejecutar traidores e informantes, que se habían unido a los que él percibía como «enemigos de Polonia».

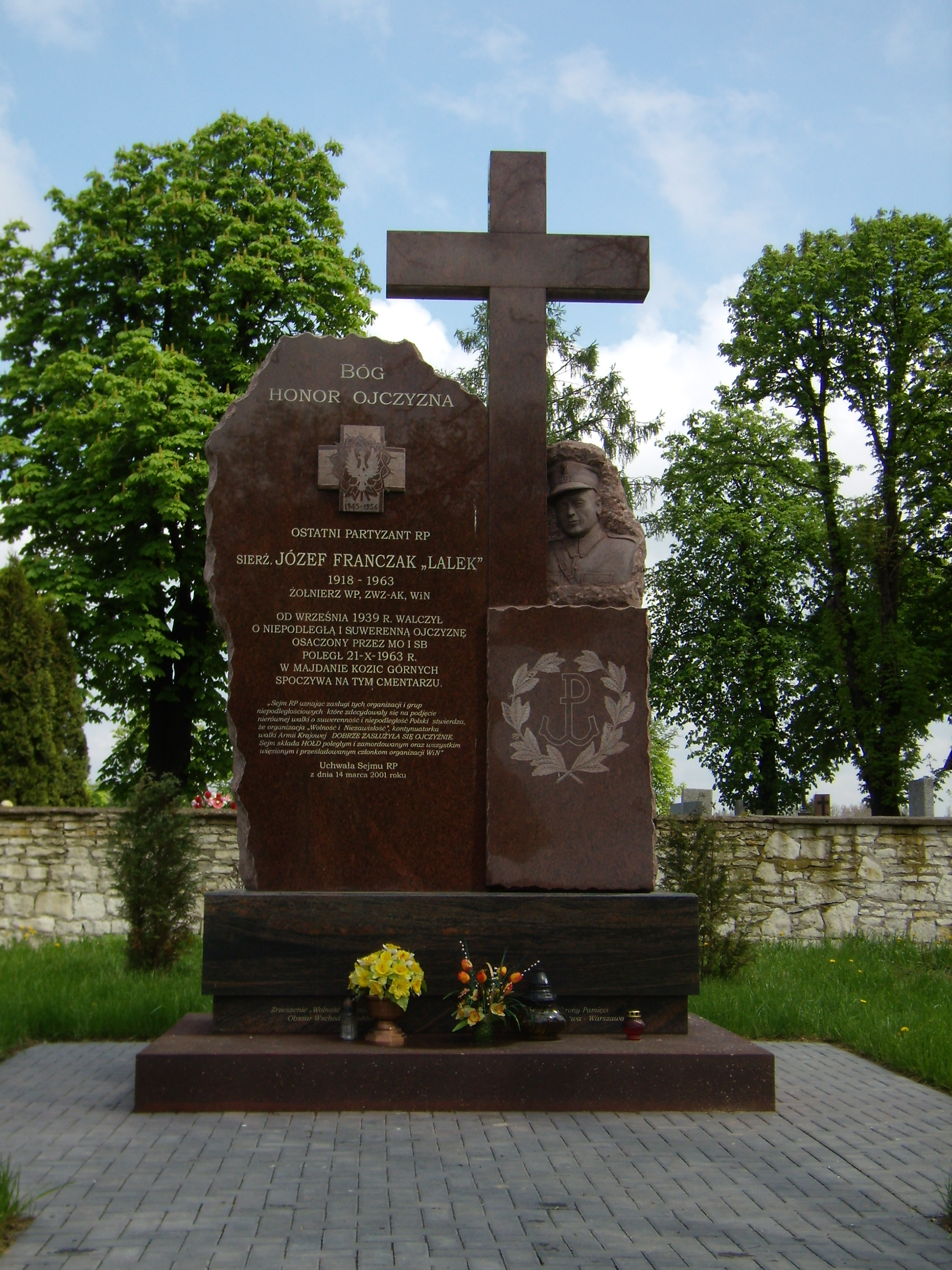
Monumento de Józef Franczak en Piaski, Polonia, 2008.

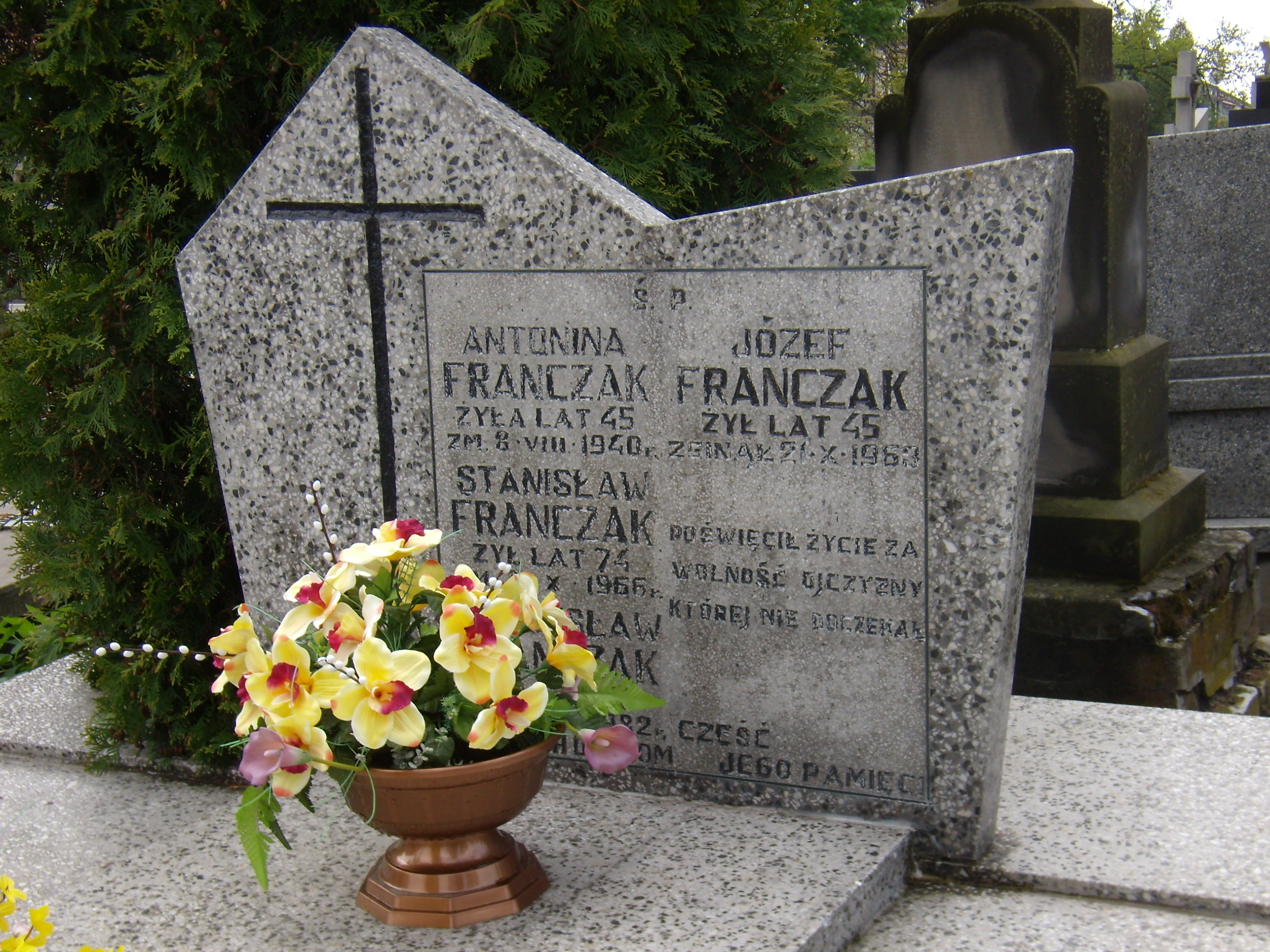
Tumba de Józef Franczak en el cementerio de Piaski, Polonia, 2008.

En 1948, durante un robo de banco fallido, su unidad fue interceptada por las fuerzas gubernamentales y aniquilada; a partir de ese momento Franczak trabajó solo, ya que cada vez más de sus antiguos colegas fueron asesinados, arrestados o simplemente se rindieron, especialmente después de la amnistía del 27 de abril de 1956. Durante los próximos años sería una de las personas más buscadas en la República Popular de Polonia. Se escondió cerca de la aldea de Piaski, y en la zona de Krasnystaw, Chełm y la zona que rodea Lublin. Se ha estimado que unas 200 personas estuvieron involucradas en darle varios tipos de ayuda. Los que apoyaban a Franczak se exponían a un gran riesgo y retribución, ya que el gobierno lo consideraba un "criminal peligroso". Amenazaron con castigar a cualquiera que lo ayudara con varios años de prisión.
La oficina de campo de Lublin de la policía secreta polaca, Służba Bezpieczeństwa, ya había comenzado un plan para capturarlo o matarlo ya en noviembre de 1951, bajo el nombre en clave "Pożar" ("Fuego"). En el tiempo, más de 100 personas diferentes se involucraron en el esfuerzo por ubicarlo y eliminarlo. Los agentes de la SB instalaron dispositivos en varias casas en los pueblos alrededor de Lublin. En mayo de 1957, se implantó el primer dispositivo de este tipo en la casa que pertenecía a Czeslawa Franczak, la hermana de Jozef. Poco después, se instalaron dispositivos en la casa de otra hermana, Celina Mazur, así como en otros lugares.
Finalmente, en 1963, fue traicionado por un pariente de su amante, Danuta Mazur. Stanisław Mazur informó a la policía secreta sobre el paradero de Franczak y su reunión planificada con Danuta, quien también era la madre de su hijo. El 21 de octubre de 1963, 35 funcionarios de una unidad de ZOMO (policía paramitar antidisturbios) rodearon un granero en Majdan Kozic Górnych, el pueblo donde Franczak estaba escondido. Exigieron su rendición; Franczak se presentó como un campesino local, pero después de haberle preguntado sobre los documentos de identidad, abrió fuego y fue mortalmente herido en el tiroteo que siguió. Después de una autopsia, el cuerpo de Franczak (sin cabeza) fue devuelto a su familia. Fue enterrado en el cementerio de Piaski Wielkie.

## Memoria
En la Polonia moderna, Franczak es considerado un héroe de la resistencia anticomunista. El 17 de marzo de 2006, se organizó un evento especial en su honor, con una misa encabezada por el obispo de Lublin, Józef Życiński, y una ceremonia conmemorativa a la que asistió el último presidente del gobierno en el exilio polaco, Ryszard Kaczorowski, el director del Instituto de Memoria Nacional, Janusz Kurtyka, y varios miembros del parlamento polaco (Sejm). El Instituto también organizó una conferencia sobre Franczak y movimientos de resistencia anticomunistas, y la estación de televisión local Telewizja Lublin hizo una película dedicada a él. Todos los eventos fueron patrocinados por TVP Polonia.